# Kilkulam
Kilkulam è una suddivisione dell'India, classificata come town panchayat, di 17.352 abitanti, situata nel distretto di Kanyakumari, nello stato federato del Tamil Nadu. In base al numero di abitanti la città rientra nella classe IV (da 10.000 a 19.999 persone).

## Geografia fisica
La città è situata a 08° 19' 23 N e 77° 12' 03 E.

## Società

### Evoluzione demografica
Al censimento del 2001 la popolazione di Kilkulam assommava a 17.352 persone, delle quali 8.798 maschi e 8.554 femmine. I bambini di età inferiore o uguale ai sei anni assommavano a 1.880, dei quali 940 maschi e 940 femmine. Infine, coloro che erano in grado di saper almeno leggere e scrivere erano 13.112, dei quali 6.962 maschi e 6.150 femmine.